# Иван Томић (глумац)
Иван Томић (Крагујевац, 20. октобар 1972) српски је глумац, водитељ, стендап комичар и НЛП практичар.

## Биографија
Иван Томић је професионални глумац. У родном Крагујевцу је похађао основну и средњу школу, а у Београду у класи професора Миленка Маричића и Бранислава Мићуновића завршио је глуму на Факултету драмских уметности.
Стални је члан ансамбла Београдског драмског позоришта од 11. јуна 2008. године. Наступао је у Атељеу 212, Народном позоришту у Београду, Позоришту „Бошко Буха”, Малом позоришту „Душко Радовић”, Битеф театру, Књажевско-српском театру у Крагујевцу, Мадленијануму, Култ театру, Позоришту Славија и др. Као глумац се остварио у 56 представа.
Иван Томић је сарадник Драмског програма Радио Београда. Радио је на Телевизији Б92 као водитељ магазина поп културе Булевар Б92. Као стендап комичар је наступао са комедијом: "Чича Тимићева колиба".
Иван Томић је креатор и предавач Мастер класа Јавног наступа, заједно са колегиницом Сунчицом Гетер.
Играо је у позоришној представи Видимо се у Ден Хагу, Не играј на Енглезе, серијама Убице мог оца и Истине и лажи.

## Улоге
| Год.       | Назив                          | Улога                 |
| ---------- | ------------------------------ | --------------------- |
| 2000-е     |                                |                       |
| 2002.      | Рингераја                      | Син Светозар          |
| 2003.      | Волим те највише на свету      | Милован               |
| 2010-е     |                                |                       |
| 2011.      | Мирис кише на Балкану (серија) | Благајник у позоришту |
| 2018.      | Истине и лажи                  | Јанко                 |
| 2019.      | Слатке муке                    | брачни терапеут       |
| 2020-е     |                                |                       |
| 2020−2024. | Игра судбине                   | Цоле                  |
| 2021–      | Тајне винове лозе              | адвокат Симоновић     |
| 2021.      | Љубав испод златног бора       | Иван Мићановић        |
| 2021.      | Не играј на Енглезе            | Буле                  |
| 2022.      | Кома                           | Јова                  |
| 2023.      | Буди Бог с нама                |                       |